# Tournoi de tennis d'Osaka
Le tournoi d'Osaka (Japon) est un tournoi de tennis féminin du circuit professionnel WTA et masculin du circuit ATP.
Trois éditions féminines de l'épreuve ont été organisées de 1992 à 1994.
Une édition masculine a été organisée en 1973 puis deux éditions en 1993 et 1994 sur dur en extérieur.

## Palmarès dames

### Simple
| No | Date       | Nom et lieu du tournoi       | Catégorie | Dotation  | Surface         | Vainqueure      | Finaliste    | Score         |         |
| -- | ---------- | ---------------------------- | --------- | --------- | --------------- | --------------- | ------------ | ------------- | ------- |
| 1  | 03-02-1992 | Mizuno World Ladies, Osaka   | Tier III  | 150 000 $ | Moquette (int.) | Helena Suková   | Laura Arraya | 6-2, 4-6, 6-1 | Tableau |
| 2  | 08-02-1993 | World Ladies in Osaka, Osaka | Tier III  | 150 000 $ | Moquette (int.) | Jana Novotná    | Kimiko Date  | 6-3, 6-2      | Tableau |
| 3  | 07-02-1994 | Asian Tennis Open, Osaka     | Tier III  | 150 000 $ | Moquette (int.) | Manuela Maleeva | Iva Majoli   | 6-1, 4-6, 7-5 | Tableau |

### Double
| No | Date       | Nom et lieu du tournoi      | Catégorie | Dotation  | Surface         | Vainqueures                  | Finalistes                        | Score         |         |
| -- | ---------- | --------------------------- | --------- | --------- | --------------- | ---------------------------- | --------------------------------- | ------------- | ------- |
| 1  | 03-02-1992 | Mizuno World Ladies Osaka   | Tier III  | 150 000 $ | Moquette (int.) | Rennae Stubbs Helena Suková  | Sandy Collins Rachel McQuillan    | 3-6, 6-4, 7-5 | Tableau |
| 2  | 08-02-1993 | World Ladies in Osaka Osaka | Tier III  | 150 000 $ | Moquette (int.) | Larisa Neiland Jana Novotná  | Magdalena Maleeva Manuela Maleeva | 6-1, 6-3      | Tableau |
| 3  | 07-02-1994 | Asian Tennis Open Osaka     | Tier III  | 150 000 $ | Moquette (int.) | Larisa Neiland Rennae Stubbs | Pam Shriver Elizabeth Smylie      | 6-4, 6-7, 7-5 | Tableau |

## Palmarès messieurs

### Simple
| No | Date       | Nom et lieu du tournoi | Catégorie    | Dotation  | Surface    | Vainqueur     | Finaliste     | Score    |  |
| -- | ---------- | ---------------------- | ------------ | --------- | ---------- | ------------- | ------------- | -------- |  |
| 1  | 08-10-1973 | , Osaka                |              | NC $      | Dur (ext.) | Ken Rosewall  | Toshiro Sakai | 6-2, 6-4 |  |
| 2  | 29-03-1993 | Salem Open, Osaka      | World Series | 475 000 $ | Dur (ext.) | Michael Chang | Amos Mansdorf | 6-4, 6-4 |  |
| 3  | 28-03-1994 | Salem Open, Osaka      | World Series | 625 000 $ | Dur (ext.) | Pete Sampras  | Lionel Roux   | 6-2, 6-2 |  |

### Double
| No | Date       | Nom et lieu du tournoi | Catégorie    | Dotation  | Surface    | Vainqueurs                     | Finalistes                   | Score    |  |
| -- | ---------- | ---------------------- | ------------ | --------- | ---------- | ------------------------------ | ---------------------------- | -------- |  |
| 1  | 08-10-1973 | , Osaka                |              | NC $      | Dur (ext.) | Jeff Borowiak Tom Gorman       | Jun Kamiwazumi Ken Rosewall  | 6-4, 7-6 |  |
| 2  | 29-03-1993 | Salem Open, Osaka      | World Series | 475 000 $ | Dur (ext.) | Mark Keil Christo van Rensburg | Glenn Michibata David Pate   | 7-6, 6-3 |  |
| 3  | 28-03-1994 | Salem Open, Osaka      | World Series | 625 000 $ | Dur (ext.) | Martin Damm Sandon Stolle      | David Adams Andreï Olhovskiy | 6-4, 6-4 |  |